# Hamlin (Maine)
Hamlin – miasto w Stanach Zjednoczonych, w stanie Maine, w hrabstwie Aroostook.